# Torre do Relógio (Caminha)

Figuração da torre no brasão de Caminha.

A Torre do Relógio localiza-se na vila e município de Caminha, distrito de Viana do Castelo, em Portugal, constituindo um dos elementos centrais do brasão do município de Caminha.
Encontra-se classificada como Monumento Nacional desde 1951.

## História
Esta torre é a única remanescente das três portas que se rasgavam na primitiva cerca da vila. Voltada a sul era denominada como  Porta de Viana, uma vez que por ali se ia a Viana do Castelo, e constituía-se no principal acesso da vila.
Em 1673 recebeu o relógio público da vila, passando a ser conhecida como Torre do Relógio.
Em 2008 sofreu intervenção de restauro, num investimento total de 600 mil euros, após o que foi aberta ao público, requalificada como núcleo museológico.

## Características
A torre que a defendia era a mais robusta do conjunto, apresentando planta com formato quadrado, e que, na sua origem, funcionava como torre de menagem do castelo. Nela se inscrevia a pedra de armas (símbolo da autoridade régia) e se abrigava uma imagem em pedra de Nossa Senhora da Conceição, doada por João IV de Portugal, no contexto da Guerra da Restauração.
O sino deste relógio foi fundido em 1610 e abriga-se na pirâmide que então passou encimar a torre.
Nos trabalhos de 2008 foi construída uma nova escadaria interna na torre, sendo a entrada feita através de um pequeno túnel existente na muralha.

## Núcleo Museológico da Torre do Relógio
Em cada um dos vãos os visitantes podem apreciar diversos objetos, com destaque para:
- Uma maquete reconstituindo a cerca afonsina da povoação;
- Uma pedra da época de Afonso III de Portugal;
- A máquina do relógio que funcionou durante mais de cem anos.